# Championnat d'Autriche de football 1999-2000
Navigation
Saison précédente Saison suivante
La saison 1999-2000 du Championnat d'Autriche de football était la 89e édition du championnat de première division en Autriche. La Bundesliga regroupe les 10 meilleurs clubs du pays au sein d'une poule unique où ils s'affrontent quatre fois au cours de la saison, 2 fois à domicile et 2 fois à l'extérieur. À la fin de la saison, le dernier au classement est relégué et remplacé par le champion de 2.Bundesliga, la deuxième division autrichienne.
C'est le club du FC Tirol Innsbruck qui remporte le championnat en terminant en tête du classement final, avec 3 points d'avance sur le double tenant du titre, le SK Sturm Graz et 11 sur le SK Rapid Vienne. C'est le tout premier titre de champion d'Autriche de l'histoire du club.

## Les 10 clubs participants
| - SK Rapid Vienne - Grazer AK - SV Ried - FC Wacker Innsbruck - LASK Linz | - SV Austria Salzbourg - SC Austria Lustenau - Schwarz-Weiss Bregenz - Promu de 2.Bundesliga - FK Austria Vienne - SK Sturm Graz |

## Compétition

### Classement
Le barème utilisé pour établir le classement est le suivant :
- Victoire : 3 points
- Match nul : 1 point
- Défaite : 0 point

| Rang | Équipe                     | Pts | J  | G  | N  | P  | Bp | Bc | Diff |
| ---- | -------------------------- | --- | -- | -- | -- | -- | -- | -- | ---- |
| 1    | FC Tirol Innsbruck         | 77  | 36 | 24 | 5  | 7  | 54 | 30 | +24  |
| 2    | SK Sturm Graz T            | 74  | 36 | 22 | 8  | 6  | 77 | 32 | +45  |
| 3    | SK Rapid Vienne            | 66  | 36 | 20 | 6  | 10 | 59 | 29 | +30  |
| 4    | FK Austria Vienne          | 54  | 36 | 16 | 6  | 14 | 49 | 44 | +5   |
| 5    | SV Ried                    | 53  | 36 | 15 | 8  | 13 | 56 | 39 | +17  |
| 6    | SV Austria Salzbourg       | 46  | 36 | 12 | 10 | 14 | 39 | 45 | -6   |
| 7    | Grazer AK C                | 42  | 36 | 12 | 6  | 18 | 41 | 62 | -21  |
| 8    | LASK Linz                  | 39  | 36 | 10 | 9  | 17 | 41 | 49 | -8   |
| 9    | SC Schwarz-Weiss Bregenz P | 35  | 36 | 10 | 5  | 21 | 39 | 73 | -34  |
| 10   | SC Austria Lustenau        | 19  | 36 | 4  | 7  | 25 | 22 | 74 | -52  |

|  | Qualification pour la Ligue des champions 2000-2001                          |
|  | Qualification pour le tour préliminaire de la Ligue des champions 2000-2001  |
|  | Qualification pour la Coupe UEFA 2000-2001                                   |
|  | Relégation directe en 2.Bundesliga                                           |
|  | T Tenant du titre C Vainqueur de la Coupe d'Autriche P Promu de 2.Bundesliga |

## Bilan de la saison
| Championnat d'Autriche de football 1999-2000 |                                   |
| Champion                                     | FC Tirol Innsbruck (1er titre)    |
| Coupes et trophées                           |                                   |
| Vainqueur de la Coupe d'Autriche 1999-2000   | Grazer AK                         |
| Qualifications continentales                 |                                   |
| Ligue des champions 2000-2001                | FC Tirol Innsbruck                |
| Ligue des champions 2000-2001                | SK Sturm Graz (tour préliminaire) |
| Coupe UEFA 2000-2001                         | SK Rapid Vienne                   |
| Coupe UEFA 2000-2001                         | Grazer AK (vainqueur de la Coupe) |
| Promotions et relégations                    |                                   |
| Promus en Bundesliga                         | VfB Admira Wacker Mödling         |
| Relégués en 2.Bundesliga                     | SC Austria Lustenau               |